# Tárnai Attila
Tárnai Attila (Szolnok, 1970. május 8. –) magyar színész.

## Életpályája
Szolnokon született, a helyi Verseghy Ferenc Gimnáziumban érettségizett. Tanítói diplomáját a békéscsabai Körösi Csoma Sándor Főiskolán szerezte. Színészként, a Békéscsabai Jókai Színház Színitanházának (Regionális Színházművészetért Alapítvány Színiiskolája) legelső évfolyamában végzett  1996-ban. Diplomavizsgájuk Csehov: Platonov című színműve volt, amelyben Oszip szerepét játszotta.
Osztálytársai közül ismert színészek: Borbás Erika, Vékony Anna, Hertelendy Attila, Tege Antal és a fiatalon elhunyt Kara Tünde. Tanulmányi ideje alatt a békéscsabai színház előadásaiban szerepelt. 1996-tól a kecskeméti Katona József Színházhoz szerződött. 2000-től meghívott vendégként rendszeresen játszott Szolnokon, 2007-től a szolnoki Szigligeti Színház társulatának tagja.

## Fontosabb színházi szerepei
- William Shakespeare: Szentivánéji álom... Philostratus, Théseus ceremóniamestere
- William Shakespeare: Romeo és Júlia... Baltazár, Romeo legénye
- William Shakespeare: Vízkereszt vagy amit akartok... Curio
- Willia Shakespeare: Lóvá tett lovagok... Bunkó, bohóc
- William Shakespeare: Othello... Tiszt
- William Shakespeare: A makrancos hölgy... Szabó
- William Shakespeare: Sok hűhó semmiért... 2. követ
- Carlo Goldoni: Két úr szolgája... Pincér; Hordár
- Carlo Goldoni: Chioggiai csetepaté... Altiszt, törvényszéki kézbesítő
- Molière: Úrhatnám polgár... Szabósegéd
- Szophoklész: Antigoné... Hírnök
- Anton Pavlovics Csehov: Platonov... Oszip
- Anton Pavlovics Csehov: A meggyeskert/Cseresznyéskert... Állomásfőnök
- Anton Pavlovics Csehov: Ivanov... Maxim
- Nyikolaj Vasziljevics Gogol: A revizor... Szolga
- Bertolt Brecht: A szecsuáni jólélek... Munkanélküli
- Bertolt Brecht – Kurt Weill: Koldusopera... Szakács
- Arthur Miller: A salemi boszorkányok... Ezekiel Cheever
- Friedrich Dürrenmatt: Fizikusok... Guhl, rendőr
- George Bernard Shaw: Szent Johanna... Courcelles kanonok
- Reginald Rose: Tizenkét dühös ember... 2. sz. Esküdt
- Joseph Kesselring: Arzén és levendula... Klein, rendőr
- Alan Jay Lerner – Frederick Loewe: My Fair Lady... Charles
- Ken Kesey – Dale Wasserman: Kakukkfészek... Martini
- Jaroslav Hašek: Švejk, a derék katona... Vodicka
- Dale Wasserman: La Mancha lovagja... Tenorio
- David Yazbek – Terrence McNally: Alul semmi... Tony Bonasorte, Második sztriptíztáncos; Tánctanár; Második férfi; Lelkész; Végrehajtó 1.
- Umberto Eco: A rózsa neve... Alinardus
- Harvey Fierstein – Jean Poiret – Jerry Herman: Őrült nők ketrece... Étienne
- Alexandre Breffort – Marguerite Monnot: Irma, te édes... Rendőr
- Federico Fellini: Országúton... Cigány
- Joe Masteroff – John Kander – Fred Ebb: Cabaret... Bobby
- Neil Simon: Furcs pár... Roy
- Graham Chapman – John Cleese – Terry Gilliam – Eric Idle – Terry Jones – Michael Palin: Gyalog galopp... Herbert, Kobzos, Fekete lovag, Öreg
- Francis Veber: Balfácánt vacsorára... Archambaud
- Marin Držić: Dundo Maroje... Fogdmeg; Lessandro; III. ostériás
- Lionel Bart: Oliver!... Kocsmáros; Rendőr
- Renzo Tarabusi – Giulio Scarnicci: Kaviár és Lencse... Kifutó
- Terry Jones: Erik, a viking... Loki
- Katona József: Bánk bán... Egy zászlós úr
- Szigligeti Ede: Liliomfi... Adolf, az ifjú Schwartz
- Fazekas Mihály: Lúdas Matyi... Hajdú
- Jókai Mór: A kőszívű ember fiai... Leonin
- Csiky Gergely: A nagymama... Pincér
- Nóti Károly: Nyitott ablak... Gólya úr
- Bródy Sándor: A tanítónő... Komornyik
- Füst Milán: Catullus... szereplő
- Heltai Jenő: A Tündérlaki lányok... Pista, inas
- Heltai Jenő: A néma levente... Porkoláb
- Szép Ernő: Patika... Fábián, laboráns
- Molnár Ferenc
- Molnár Ferenc: Liliom... A Hollunder fiú
- Molnár Ferenc: Delila... Házügynök
- Molnár Ferenc: Az üvegcipő... Stetner úr
- Hunyady Sándor: Feketeszárú cseresznye... Berzétey
- Hunyadi Sándor: A három sárkány... Főúr
- Hunyady Sándor – Makk Károly – Bacsó Péter – Tasnádi István: A vöröslámpás ház... Részeg ember
- Herczeg Ferenc: Déryné ifjasszony... Gál
- Móricz Zsigmond – Kocsák Tibor – Miklós Tibor: Légy jó mindhalálig... Rendőrtiszt; Csoknyai
- Bíró Lajos: Sárga liliom... Náci
- Békeffi István – Stella Adorján: Janika... Boy
- Lajtai Lajos – Békeffi István: A régi nyár... Kucséber
- Rejtő Jenő: Vesztegzár a Grand Hotelben... Bármixer
- Somogyi Gyula – Eisemann Mihály – Zágon István: Fekete Péter... Hordár
- Örkény István: Macskajáték... Pincér
- Örkény István: Kulcskeresők... Szerelő
- Szabó Magda: Régimódi történet... Stenczinger úr
- Parti Nagy Lajos: Ibusár... Huszár
- Háy Gyula: Isten, császár, paraszt... Várnagy
- Békés Pál: A félőlény... Csupánc
- Lázár Ervin: A Négyszögletű Kerek Erdő, avagy a játéknak soha nincs vége... Nagy Zoárd
- Csukás István: Süsü, a sárkány... Sárkányfűárus
- Csukás István – Darvas Ferenc: Ágacska... Dani kacsa; Gomba
- Kiss József: Szenzációóó! Csinn-bum Cirkusz... Tartuffo
- Tömöry Márta – Korcsmáros György: Csizmás kandúr... Középső fiú; Varázsló
- Hedry Mária: Spenót Panna... Jácint
- Jékely Zoltán: Mátyás király juhásza... Furtagyi ezermester
- Mészáros István: Szarkaláb... Lothar, a király bizalmasa
- L. Frank Baum – Schwajda György: Óz, a nagy varázsló... Szárnyas Majmok királya
- Thornton Wilder – Michael Stewart – Jerry Herman: Hello, Dolly!... Rikkancs
- Thornton Wilder: A mi kis városunk... Joe Crowell, újságkihordó
- Koltai Róbert – Nógrádi Gábor: Sose halunk meg... Tóni, hordár; Odolárus; Titkosrendőr
- Déry Tibor – Pós Sándor – Presser Gábor – Adamis Anna: Képzelt riport egy amerikai popfesztiválról... René
- Várkonyi Mátyás – Miklós Tibor: Sztárcsinálók... Phaon
- Szörényi Levente – Bródy János: Kőműves Kelemen... György
- Huszka Jenő: Lili bárónő... Lakáj
- Kálmán Imre: Zsuzsi kisasszony... Pintér
- Kálmán Imre: Cirkuszhercegnő... Portás a cirkuszban
- Lehár Ferenc: Luxemburg grófja... Baptiste
- Szirmai Albert – Bakonyi Károly – Gábor Andor: Mágnás Miska... Második bohém
- Eisemann Mihály: Én és a kisöcsém... Főpincér
- Zerkovitz Béla – Szilágyi László: Csókos asszony... Csipcsala
- Ábrahám Pál: 3:1 a szerelem javára... Szállodai titkár; Finánc

## Filmek, tv
- Zsiguli (2004)... öngyilkos
- A kísértés (2007)... Perina férje